# Liste des cavités naturelles les plus profondes de la Haute-Marne
La liste des cavités naturelles les plus profondes de la Haute-Marne recense, sous forme de tableau(x), les cavités souterraines naturelles connues dans ce département français, dont le dénivelé est supérieur ou égal à vingt mètres.
La communauté spéléologique considère qu'une cavité souterraine naturelle n'existe vraiment qu'à partir du moment où elle est « inventée » c'est-à-dire découverte (ou redécouverte), inventoriée, topographiée et publiée. Bien sûr, la réalité physique d'une cavité naturelle est la plupart du temps bien antérieure à sa découverte par l'homme ; cependant tant qu'elle n'est pas explorée, mesurée et révélée, la cavité naturelle n'appartient pas au domaine de la connaissance partagée.
La liste spéléométrique des 15 plus profondes cavités naturelles de la Haute-Marne (≥ vingt mètres) est actualisée à décembre 2018.
La plus profonde cavité souterraine naturelle répertoriée dans le département de la Haute-Marne est « la grotte du Cul du Cerf », sur la commune d'Orquevaux (cf. ligne 1 du tableau ci-dessous).

## Cavités de la Haute-Marne (France) dont la dénivellation est supérieure ou égale à 20 mètres
15 cavités sont recensées au 31-12-2018.
| Réf. | Cavité (autres noms)                  | Commune             | Massif ou zone | Coordonnées (WGS 84)        | Dénivel. (mètres) | Dévelop. (mètres) | Sources ou références                                           | Mise à jour |
| ---- | ------------------------------------- | ------------------- | -------------- | --------------------------- | ----------------- | ----------------- | --------------------------------------------------------------- | ----------- |
| 1    | Grotte du Cul du Cerf                 | Orquevaux           |                | 48° 19′ 18″ N, 5° 25′ 23″ E | +0063, m          | +000420, m        | plongeesout.com & IKARE                                         | 2010-01     |
| 2    | Trou sans Fond                        | Chevillon           |                | 48° 33′ 34″ N, 5° 08′ 34″ E | +0036, m          | NC                | Maison Lorraine de la Spéléologie                               | 2000-12     |
| 3    | Grotte de la Mouillère                | Orquevaux           |                | 48° 18′ 39″ N, 5° 23′ 41″ E | +0030, m          | +0 00040, m       | IKARE                                                           | 2000-12     |
| 4    | Trou du Menhir                        | Vaudrecourt         |                | 48° 12′ 49″ N, 5° 38′ 32″ E | +0030, m          | NC                | IKARE & BRGM 2011                                               | 2000-12     |
| 5    | Trou du Bas                           | Mandres-la-Côte     |                | 48° 04′ 31″ N, 5° 20′ 52″ E | +0030, m          | NC                | BRGM 2011                                                       | 2000-12     |
| 6    | Fontaine de la Dhuit                  | Roches-Bettaincourt |                | 48° 18′ 06″ N, 5° 14′ 25″ E | +0028, m          | +000580, m        | plongeesout.com & Spelunca n°153 & IKARE                        | 2019-03     |
| 7    | Réseau de Sommevoire                  | Blumeray            |                | Cavité instable Danger      | +0027, m          | +001 300, m       | Spéléométrie de la France                                       | 2000-12     |
| 8    | Trou de la Salamandre                 | Vaudrecourt         |                | 48° 12′ 45″ N, 5° 38′ 18″ E | +0026, m          | +0 00040, m       | IKARE & BRGM 2011                                               | 2000-12     |
| 9    | Trou aux Squelettes                   | Vaudrecourt         |                | 48° 12′ 51″ N, 5° 38′ 35″ E | +0023, m          | +0 00030, m       | IKARE & BRGM 2011                                               | 2000-12     |
| 10   | Trou du Tocsin                        | Vaudrecourt         |                | 48° 12′ 55″ N, 5° 38′ 39″ E | +0023, m          | +0 00025, m       | IKARE & BRGM 2011                                               | 2000-12     |
| 11   | Trou des Cras                         | Vaudrecourt         |                | 48° 12′ 46″ N, 5° 38′ 29″ E | +0021, m          | +0 00045, m       | IKARE & BRGM 2011                                               | 2000-12     |
| 12   | Trou Schmitt                          | Nogent              |                | 48° 00′ 54″ N, 5° 20′ 08″ E | +0020, m          | NC                | BRGM 2011 & BRGM 1966                                           | 2000-12     |
| 13   | Trou de la Moutarde                   | Vaudrecourt         |                | 48° 12′ 44″ N, 5° 38′ 13″ E | +0020, m          | +0 00030, m       | BRGM 2011 & BRGM 1966 & IKARE                                   | 2000-12     |
| 14   | Diaclase de la Carrière du Haut       | Poulangy            |                | 48° 02′ 32″ N, 5° 15′ 17″ E | +0020, m          | +0 00030, m       | BRGM 2011                                                       | 2000-12     |
| 15   | Ruisseau souterrain de la Vannepierre | Chancenay           |                | 48° 40′ 37″ N, 4° 57′ 59″ E | +0020, m          | +000458, m        | Maison Lorraine de la Spéléologie & plongeesout.com & BRGM 2011 | 2010-01     |